# Primož Trubar (pesnitev)
Primož Trubar je zgodovinska epska pesnitev Antona Aškerca, ki je bila natisnjena decembra 1904, založila pa jo je založba in tiskarna Ig. pl. Kleinmayr & Fed. Bamberg leta 1905 v Ljubljani.

## Povzetek vsebine
Pesnitev Primož Trubar je sestavljena iz petnajstih delov in govori o Trubarjevem življenju in delu. 
Trubar v Trstu obišče starega škofa Petra Bonoma. Oba sta se prvič srečala na Dunaju, kjer je Bonomo Trubarja povzdignil v svečenika in mu našel službo v Celju. Trubarju škof pomeni učitelja in vzgojitelja, Bonomo pa verjame vanj in v njegovo nadaljnje delo.
Na jesenskem sejmu v Celju se sejmarji pogovarjajo o svojih župnikih, za katere nimajo dobre besede in zavidajo Celjanom Primoža Trubarja. Med večerjo pri lekarnarju omenijo Trubarjev morebiten odhod v Ljubljano. Vsi gostje Trubarja poslušajo s spoštovanjem, najbolj je nad njim navdušena lekarnarjeva šestnajstletna hči Barba. 
V Ljubljani se deželni tajnik Klombnar in mestni svetnik Pregelj čudita polni cerkvi sv. Lizabete na Špitalski ulici, kjer mašuje Trubar, in ugotavljata, da se bo škof Krištof Ravbar ob spreobrnitvi ljudi iz katoličanov v luterane še kesal, ker je zvabil Trubarja iz Celja v Ljubljano.
Deset let po dogodku v Celju se v Loki ob Savi snideta Trubar in Barbara. On ji pripoveduje, da ga je škof Ravbar odpustil, ker je širil luteranstvo in ga poslal na štajersko podeželje. 
V Trubarjevi ljubljanski hiši se ob praznovanju njegovega goda zberejo prijatelji, ki so poleg škofa Kacjanarja pripomogli k Trubarjevi vrnitvi v Ljubljano. Trubar se kasneje zglasi pri novem škofu Urbanu Tekstorju, ki prišleka pošlje v Šentjernej, da bi se Ljubljana rešila širjenja luteranskega vpliva. 
Šentjaški kaplan Filip Štraus in Janez Varaždin se jezita na luteranske duhovnike, ki so preplavili Ljubljano, in se jih odločita tožiti. V Šentjernej pride prijatelj Jurij Juričič posvarit Trubarja, naj čim prej zbeži, ker se je v Ljubljani zgodil udar proti protestantom. Te so namreč izobčili iz cerkve in zaprli, zdaj pa škofovi biriči prihajajo po Trubarja. Tako Trubar pristane v nemškem Rotenburgu, kjer službuje kot župnik in je srečno poročen z Barbaro. Čeprav so mu vzeli knjige, prijatelje in domovino, pa mu niso vzeli njegove vere, zato se odloči, da bo v maternem jeziku za slovenski narod pisal knjige. 
V Ljubljani prevladuje presenečenje in veselje, saj so iz Nemčije prejeli Trubarjeve knjige v slovenskem jeziku. Poleg tega odbor deželnih stanov odobri Trubarjevo vrnitev v domovino. Trubar se vrne v Ljubljano in ganjeno nagovori navdušene rojake. Škof Peter Seebuch sprejme Trubarja ter mu očita vrnitev in krivo vero. Obtoženi se brani in pojasnjuje razlike med katoliki in luterani. Vname se spopad med jezuiti in škofom na eni ter meščani in Trubarjem na drugi strani. Spopad v Trubarjev prid konča ljubljanski župan Blaž Zamrl, ki škofu očita prešuštvo. 
Trubar umira v nemškem Derendingenu. Ob njem so zbrani sinova Primož in Felicijan ter hči Magdalena. Umirajoči še zadnjič govori svojim otrokom besede, ki jih je vse življenje govoril Slovencem.

## Pobude za nastanek dela
Anton Aškerc je dvomil v nekatere katoliške dogme, zato je leta 1898 opustil duhovniški poklic in do smrti leta 1912 deloval kot mestni arhivar v Ljubljani. Veliko je potoval, predvsem po vzhodnoevropskih deželah in Bližnjem vzhodu, kjer je raziskoval tudi vzhodna verstva.
Aškerc se je med preučevanjem Trubarjevega dela domislil, da bi Trubarja proslavil v posebni pesmi. To odločitev je spodbudila tudi bližajoča se štiristoletnica Trubarjevega rojstva. Tako je najprej nastala pesem Novi svetnik, ki je bila pod tem naslovom objavljena v Ljubljanskem zvonu leta 1886, ob ponatisu v Baladah in romancah leta 1890 pa je dobila naslov Slovenska legenda. Po izdaji Četrtega zbornika poezij leta 1904 in dokončanju pesnitve Zlatorog leta 1904 pa se je posvetil pisanju knjige o Trubarju. Na pisanje se je dobro pripravil, saj je ponovno prebral literaturo o zgodovinskih dejstvih. Dimitzova knjiga o zgodovini Kranjske (Geschichte Krains) mu je že prej vzbudila zanimanje, in sicer za razmerje med Trubarjem in cesarjem Maksimiljanom, ki naj bi kot edini Habsburžan razumel tudi protestantizem, zato je Aškerc pri pisanju uporabil predvsem Dimitzovo knjigo. Dimitz je v njej do takrat najbolj natančno opisal slovensko zgodovinsko ozadje 16. stoletja, razvoj protestantizma in književnosti. Pri pisanju se je naslanjal zlasti na originalne dokumente iz kranjskega deželnega arhiva v Ljubljani. Aškerc je med ustvarjanjem pesnitve o Trubarju upošteval tudi knjigo Ivana Kostrenčića Urkundliche Beiträge zur Geschichte der protestantischen Literatur der Südslaven. Gotovo je prebral še vse članke o slovenskem protestantizmu, objavljene v Ljubljanskem zvonu in slovensko verzijo razprave Davorina Valenčaka o Trubarju, ki je bila 1887 objavljena v Zori. Na podlagi Aškerčevega odgovora na Tominškovo ostro kritiko je mogoče sklepati, da je za potrebe pisanja prebral še prvi del Glaserjeve Zgodovine slovenskega slovstva, razprave Theodorja Elzeja in zlasti Elzejevo izdajo Trubarjevih lastnih pisem (na primer deželnemu glavarju, teologu Ballingerju). Na podlagi pisem je najbolj spoznal Trubarjevo osebnost. 
Od osemdesetih let 19. stoletja so se slovenski literarni ustvarjalci nasploh trudili, da bi pomen slovenske protestantske književnosti v 16. stoletju ter pomen Trubarja in njegovih sodelavcev predstavili nasprotno od konservativnega katolištva v habsburški cesarski Avstriji, ki je Trubarja in njegove označila za upornike. 
Po Aškerčevem je bil Primož Trubar za razliko od katoliških duhovnikov resnično naklonjen Slovencem, delal je za njihovo dobro, ne pa za denar. Poleg tega je ustanovil prve deželne šole in prvo gimnazijo v Ljubljani. Aškerc je Trubarja predstavil ne samo kot borca za svobodno odločanje o osebni veri, ampak tudi kot pravega svobodomisleca, ki so bili sicer značilni šele za razsvetljenstvo.

## Splošne kritike
Evgen Lampe je v Domu in svetu Aškercu očital, da je pesnik protikatoliške tendence, da se ni poglobil v dušo svojega junaka, da ni naredil ničesar drugega kot citiral enostranska vira Dimitza in Elzeja iz nemščine v slovenščino, da je uporabil Trubarja za ostro polemiko proti katoliški cerkvi. 
Valentin Korun je Aškerca pohvalil v Slovenskem narodu. Napisal je, da mora tisti, ki se loti upodabljanja Primoža Trubarja, imeti pogum. Zato je Aškerca in Tavčarja proglasil za najbolj pogumna slovenska književnika. 
Liberalni tabor v Slovenskem narodu in goriški Soči je Aškerčevo knjigo sprejel pozitivno. V odgovoru uredništvu Soče je Aškerc zapisal, da smo Slovenci nehvaležni Trubarju in njegovim somišljenikom, opozoril, da še danes nimamo zgodovine slovenske reformacije, okrcal katolike in poudaril, da »njegovega« Trubarja cenita le Slovenski narod in Soča. 
Josip Tominšek je v Ljubljanskem zvonu objavil ostro kritiko. Menil je, da sedanji čas ni primeren za opevanje Trubarja in da je Trubar velika zgodovinska oseba, ne pa junak, kot ga je poimenoval Aškerc. Tominšek se je zavedal, da Aškerc ne prenaša slabih ocen, a hkrati menil, da mu bo avtor za njegovo kritiko še hvaležen. 
Na Tominškovo kritiko se je Aškerc v Slovenskem narodu odzval z dolgim in ostrim odgovorom  z naslovom Ali je Primož Trubar upesnitve vreden junak ali ne. V njem je Aškerc Tominška označil kot suhega znanstvenika, filologa v ožjem smislu te besede, ne pa kot estetika. Izpostavil je literaturo, po kateri se je zgledoval pri pisanju pesnitve oziroma ljudi, ki so pisali o slovenskih reformatorjih. Tako je v nemščini citiral Theodorja Elzeja, Ivana Kostrenčića, Augusta Dimitza, Gregorja Kreka, Valterja Šmida, v slovenščini pa Andreja Fékonjo in Karla Glaserja. Da je Trubarja upravičeno poimenoval kot heroja, je navedel knjigo angleškega zgodovinarja in filozofa Thomasa Carlyla. Aškerc je odgovoril tudi na Tominškovo ugotavljanje, da bi moral več prostora nameniti Trubarjevi spreobrnitvi iz katoličana v luterana, ampak Aškercu se je verski moment zdel postranska stvar, saj ni pisal verske pesnitve. 
Tominšek je na Aškerčev odziv odgovoril v štirih podlistkih, ki so izhajali v Slovenskem narodu pod naslovom Pesnik Aškerc v borbi za herojstvo. Kasneje je te podlistke v samozaložbi ponatisnil v brošuri, tako kot je to pred njim storil Aškerc s svojim odgovorom na Tominškovo prvo oceno Ali je Primož Trubar upesnitve vreden junak ali ne. Tominšek je drugo kritiko zaključil z besedami, da Aškerca ceni, da mu svetuje, naj drugič bolje izbira snov, da je potrebno umetniško delo včasih piliti več let in da naj ne piše kritik drugim, če ne zna biti kritičen do sebe. Aškerc razprave s Tominškom ni nadaljeval. 
Aškerčeva pesnitev o Trubarju je odmevala tudi na tujem. Čeh Wagner je v reviji SPř pohvalil Aškerca, ker je bil kot katoliški duhovnik objektiven do protestantov. Aškerčevo delo je potem predstavil še v obliki članka, v katerem je poudaril, da so verski reformatorji Jan Hus, Martin Luther in Primož Trubar zaslužni za razvoj jezika in slovstva svojih narodov. Z naklonjenostjo je opisal Aškerca kot prvega pesnika takratne slovenske književnosti, ki za svoja literarna dela pogumno izbira snov iz slovenske zgodovine. Ob opisu Aškerčevega literarnega opusa si je zaželel, da bi njegove knjige čim prej dočakale tudi češki prevod, kar pa se na njegovo in Aškerčevo žalost ni zgodilo. Poljak Tadeusz Stanisław Grabowski je v svoji študiji ob Aškerčevi petdesetletnici najbolj obširno obravnaval Primoža Trubarja in Mučenike. Priznal je ravnotežje med opevanjem očeta slovenske književnosti in upoštevanjem zgodovinske resnice, spraševal se je, ali je Aškerc ustvaril lik bojevnika in mučenika, kakršen je bil Hus za Čehe in pohvalil avtorja, ker iz pesnitve ni ustvaril velike narodne epopeje. O Aškerčevem odzivu na poljsko študijo ne obstaja dovolj dokumentov.